# Anomala peguensis
Anomala peguensis är en skalbaggsart som beskrevs av Gilbert John Arrow 1917. Anomala peguensis ingår i släktet Anomala och familjen Rutelidae. Inga underarter finns listade i Catalogue of Life.